# Phegopteris polypodioides
Phegopteris polypodioides là một loài dương xỉ trong họ Thelypteridaceae. Loài này được Fée mô tả khoa học đầu tiên năm 1852.